# Annemarie (caboteur, 1930)
Annemarie était un ancien cargo à coque acier, gréé en trois-mâts et motorisé. Il a été construit en 1930 à Rendsburg et a navigué  en tant que caboteur jusqu'en 1991 en mer du Nord et en mer Baltique.

## Historique
Ce navire de charge est typique du chantier naval Nobiskrug de Rendsburg. Il est le premier d'une série appelée Ich Verdiene dont un autre exemplaire, le Kajama (ex-Wilfried) navigue encore sur les grands lacs au Canada.
Après une restauration il est devenu navire musée mais il a été mis au rebut en 2018 à Hambourg.